# Lill-Kilkok
Lill-Kilkok är en sjö i Jokkmokks kommun i Lappland och ingår i Luleälvens huvudavrinningsområde.